# Kyo (rockgrupp)
Kyo är ett franskt rockband bestående av Fabien Dubos, Florian Dubos, Nicolas Chassagne och Benoît Poher. Namnet Kyo är inspirerat av japansk manga. Deras senaste album, 300 Lésions, som släpptes 2004, har sålt i 6,5 miljoner exemplar.